# Alfred Nomblot
Charles Alfred Nomblot est un pépiniériste et un homme politique français né le 25 janvier 1868 au Creusot (Saône-et-Loire) et mort le 5 mars 1948 à Bourg-la-Reine (Hauts-de-Seine).

## Biographie
Alfred Nomblot est fils d'un marchand, puis garde particulier à Étang-sur-Arroux (Saône-et-Loire): Antoine Nomblot (1832-1893) et de son épouse Anne Duverne (1848-1903), d'une ancienne famille du Morvan. A ce titre, Alfred Nomblot est un cousin de l'abbé Jean Duverne. 
Alfred Nomblot a une sœur et trois frères: Léonie (1865), épouse Pioche; Charles (1875); Joseph (1877) adjoint aux pépinières Nomblot-Bruneau, et Louis (1879).
Ingénieur horticole, il est sorti major de l'École nationale supérieure d'horticulture de Versailles, épouse Henriette Bruneau le 12 juin 1894, et devient le collaborateur de son beau-père, Désiré Bruneau, pépiniériste. En 1912, il est élu conseiller municipal. Mobilisé en 1914 comme capitaine, il finira la Première Guerre mondiale avec le grade de lieutenant-colonel.
Député de la Seine de 1928 à 1932, inscrit au groupe des Républicains de gauche, il fait voter et obtient les crédits pour la réalisation du boulevard du Maréchal-Joffre à Bourg-la-Reine, lors d'une session de nuit avec une présence peu nombreuse de parlementaire.
Il est membre, puis président de l'Académie d'agriculture de France en 1939. Maire de Bourg-la-Reine, de 1920 à 1940, il devient secrétaire général, puis premier président de la Société nationale d'horticulture de France.
Il est l'oncle d'Alfred Nomblot, pépiniériste, maire de Bourg-la-Reine de 1977 à 1991, conseiller général, avec lequel il ne doit pas être confondu.

## Hommage
Son nom est donné à une rue de Bourg-la-Reine.